# Angaman
Angaman (pers. انگمان) – wieś w Iranie, w ostanie Azerbejdżan Zachodni. W 2006 roku liczyła 167 mieszkańców w 28 rodzinach.